# Тах-чин
Тах-чін (перс. ته چین‎), також Тахчин або Тах чин — іранська страва з рису, до якої входять рис, шафран, яєчні жовтки, йогурт і куряче філе.
Являє собою перевернутий плов у вигляді запіканки золотистого кольору із двох шарів: тонкого і хрусткого зовнішнього шару та м'якого соковитого вмісту. Верхня частина запіканки — це білий рис, а нижня тонка частина тахдіг (перс. ته دیگ) — це курятина, шафран, яйця, йогурт та інші складові на дні казана.

## Приготування
Для приготування тах-чіну спочатку змішуються пропарений рис з йогуртом, яєчними жовтками і шафраном та додають до цієї суміші попередньо відварені шматочки курятини. Згодом все це поміщають у рондель і готують на слабкому вогні. Перед подачею на стіл тарілку зі стравою треба перевернути.[2][3]
Перед подачею на стіл тарілку зі стравою треба перевернути. У ресторанах тах-чін зазвичай готують і подають без рисової частини.
Види страви розрізнюють за інгредієнтами: у різних регіонах до неї додають овочі, рибу або червоне м'ясо.